# Bystrzyca-Kolonia
Bystrzyca-Kolonia (prononciation : [bɨsˈtʂɨt͡sa kɔˈlɔɲa]) est un village polonais de la gmina de Niemce dans le powiat de Lublin de la voïvodie de Lublin dans l'est de la Pologne.
Il se situe à environ 6 kilomètres au sud-est de Niemce (siège de la gmina) et 12 kilomètres au nord-est de Lublin (siège du powiat et capitale de la voïvodie).

## Histoire
De 1975 à 1998, le village est attaché administrativement à l'ancienne Voïvodie de Lublin.

Depuis 1999, il fait partie de la nouvelle voïvodie de Lublin.

## Galerie

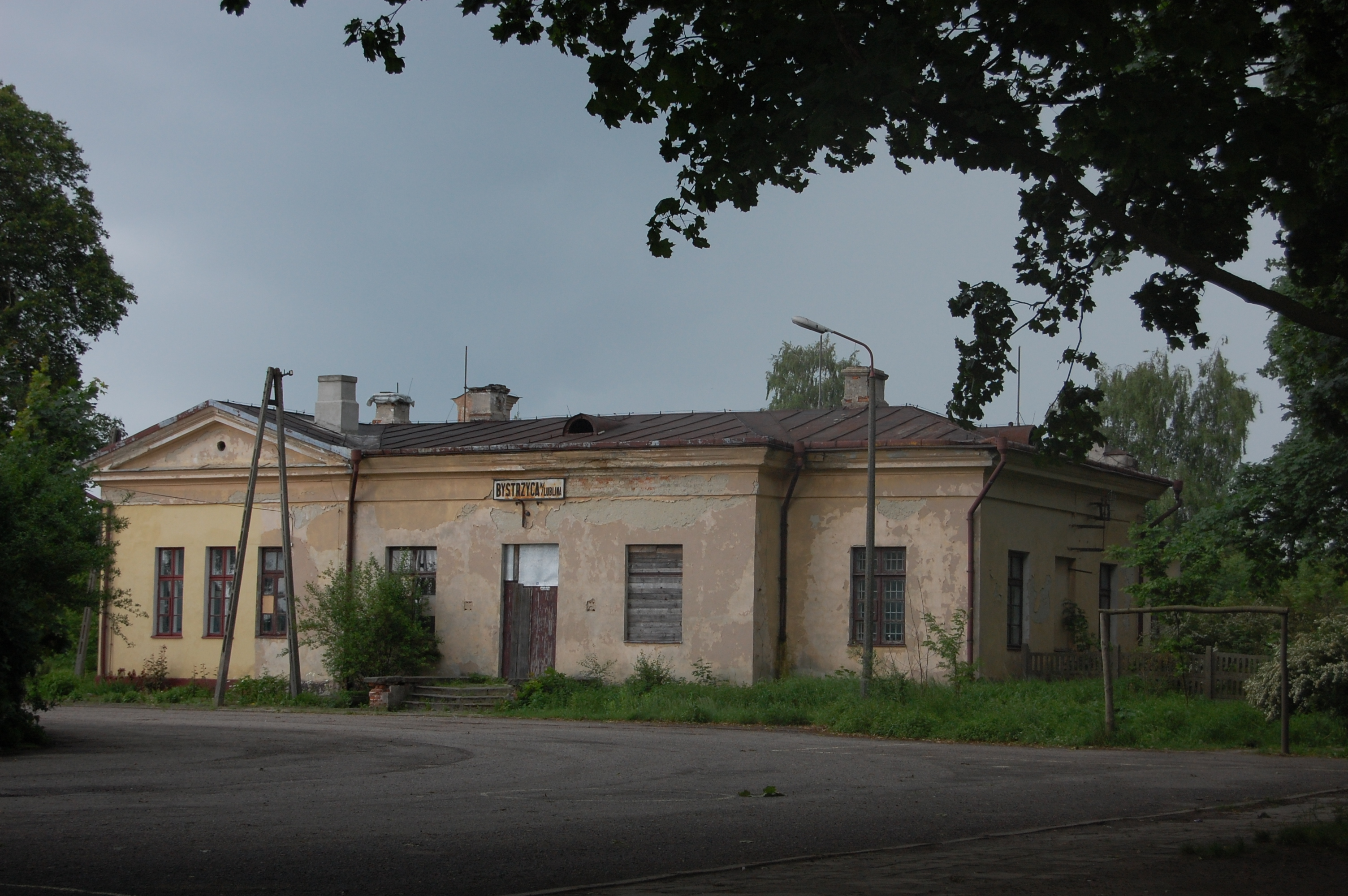
La station de chemin de fer
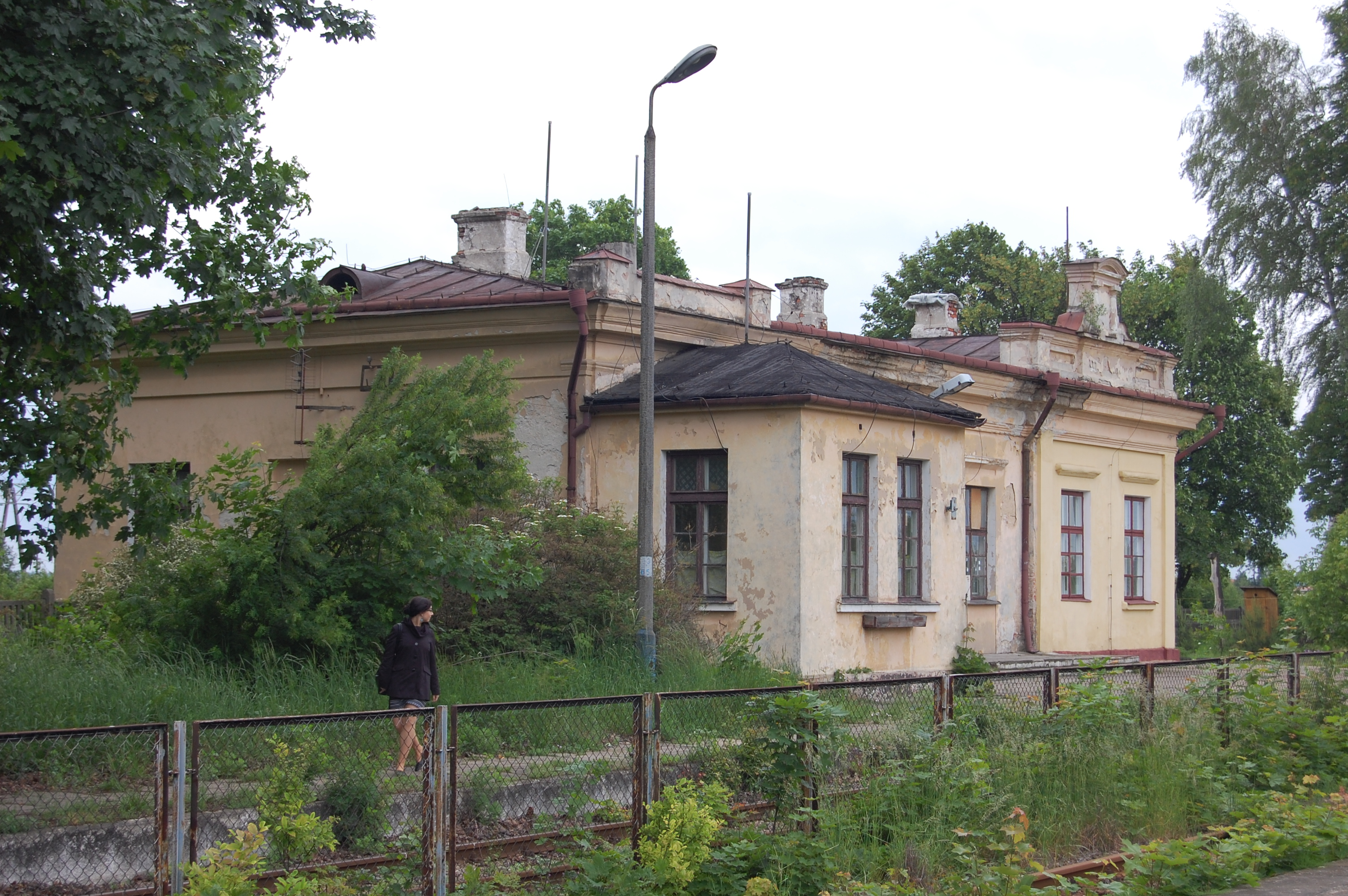
La gare
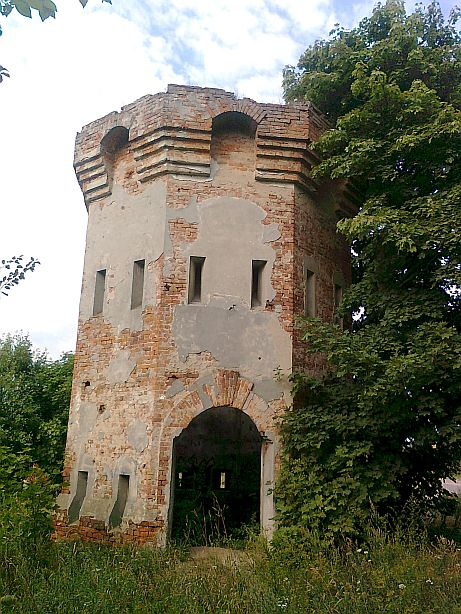
Château d'eau à la station de chemin de fer